# Birzhan Zhakypov
Birzhan Zhakypov est un boxeur kazakh né le 7 juillet 1984.

## Carrière
Sa carrière amateur est marquée par un titre de champion du monde à Almaty en 2013 et une médaille de bronze à Mianyang en 2005 dans la catégorie mi-mouches ainsi que par une médaille d'argent aux Jeux asiatiques de Canton en 2010.

### Jeux olympiques
- Quart de finaliste en -48 kg aux Jeux de 2012 à Londres, Angleterre
- Quart de finaliste en -48 kg aux Jeux de 2008 à Pékin, Chine

### Championnats du monde
- Médaille d'or en -48 kg en 2013 à Almaty, Kazakhstan
- Médaille de bronze en -48 kg en 2005 à Mianyang, Chine

### Jeux asiatiques
- Médaille d'argent en -49 kg en 2010 à Canton, Chine